# 欧亚-弗拉
欧亚-弗拉（法語：Aulhat-Flat，法語發音：[oja fla]）是法国多姆山省的一个市镇，属于伊苏瓦尔区。该市镇于2016年1月1日由原市镇欧亚圣普里瓦和弗拉合并而成，行政中心位于弗拉。

## 地理
欧亚-弗拉（45°34'19.33"N, 3°18'24.83"E）面积12.78 平方千米，位于法国奥弗涅-罗讷-阿尔卑斯大区多姆山省，该省份为法国中南部省份，北起阿列省接壤，东临卢瓦尔省，南至上盧瓦爾省和康塔爾省，西接科雷兹省和克勒兹省。
与欧亚-弗拉接壤的市镇（或旧市镇、城区）包括：圣巴贝勒、芒略、索克西朗日、布雷纳、奥尔贝伊。
欧亚-弗拉的时区为UTC+01:00、UTC+02:00（夏令时）。

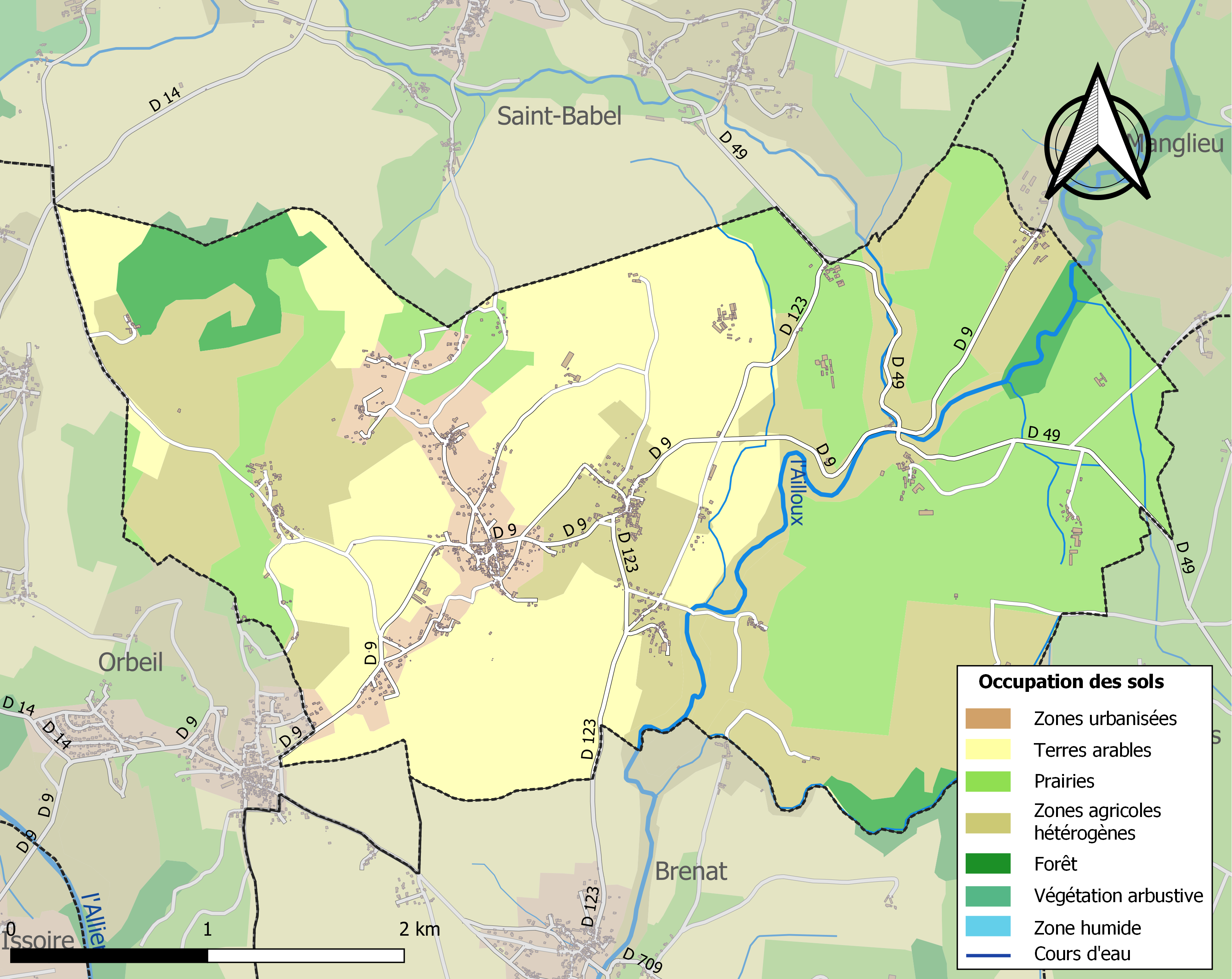
欧亚-弗拉的OSM定位图

## 行政
欧亚-弗拉的邮政编码为63500，INSEE市镇编码为63160。

## 政治
欧亚-弗拉所属的省级选区为伊苏瓦尔县。

## 人口
欧亚-弗拉于2022年1月1日时的人口数量为938人。